# Xyletobius sykesii
Xyletobius sykesii là một loài bọ cánh cứng thuộc họ Ptinidae.